# Tiroler Landesfriedhof Mariahilf

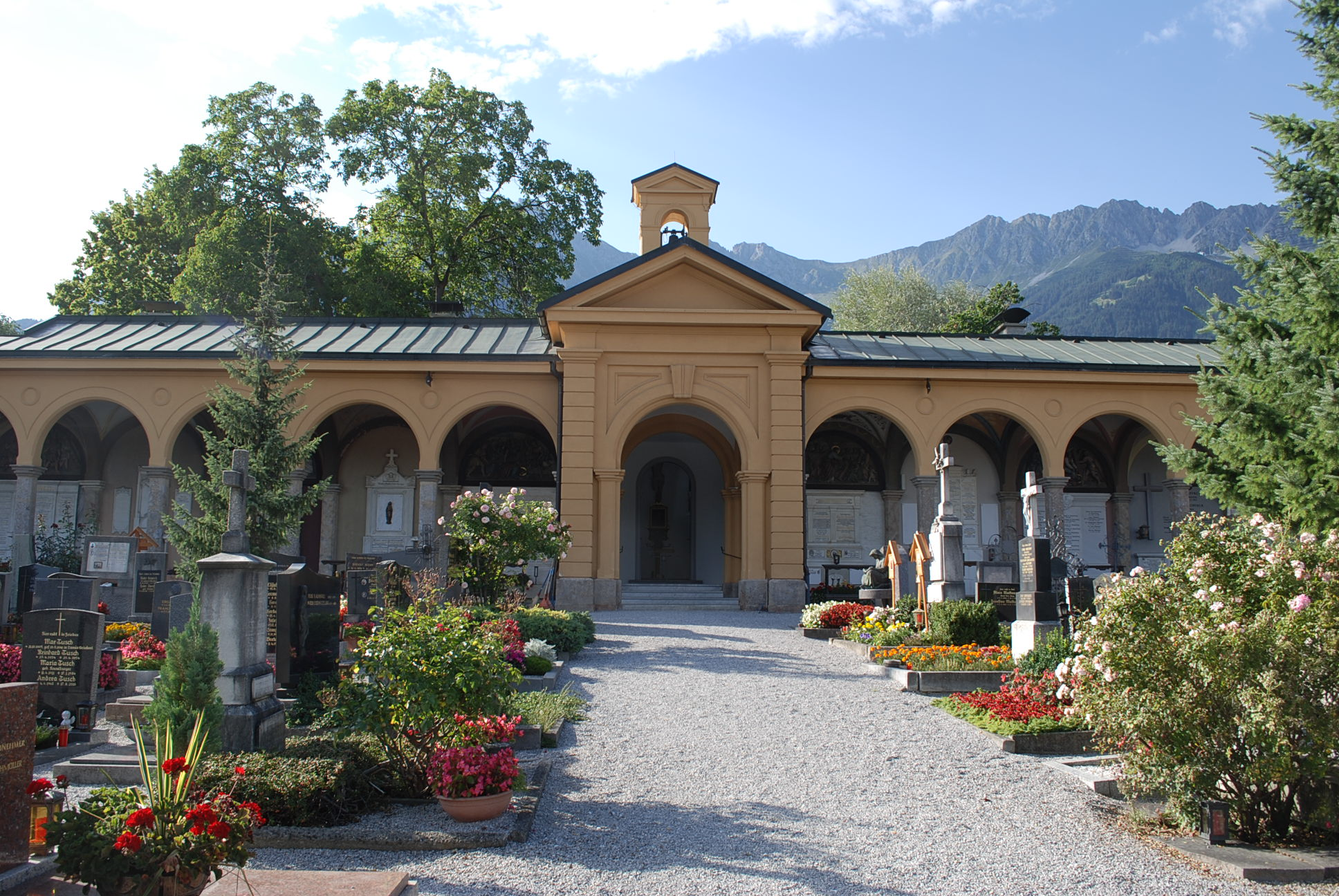
Blick zu den Arkaden mit der Friedhofskapelle

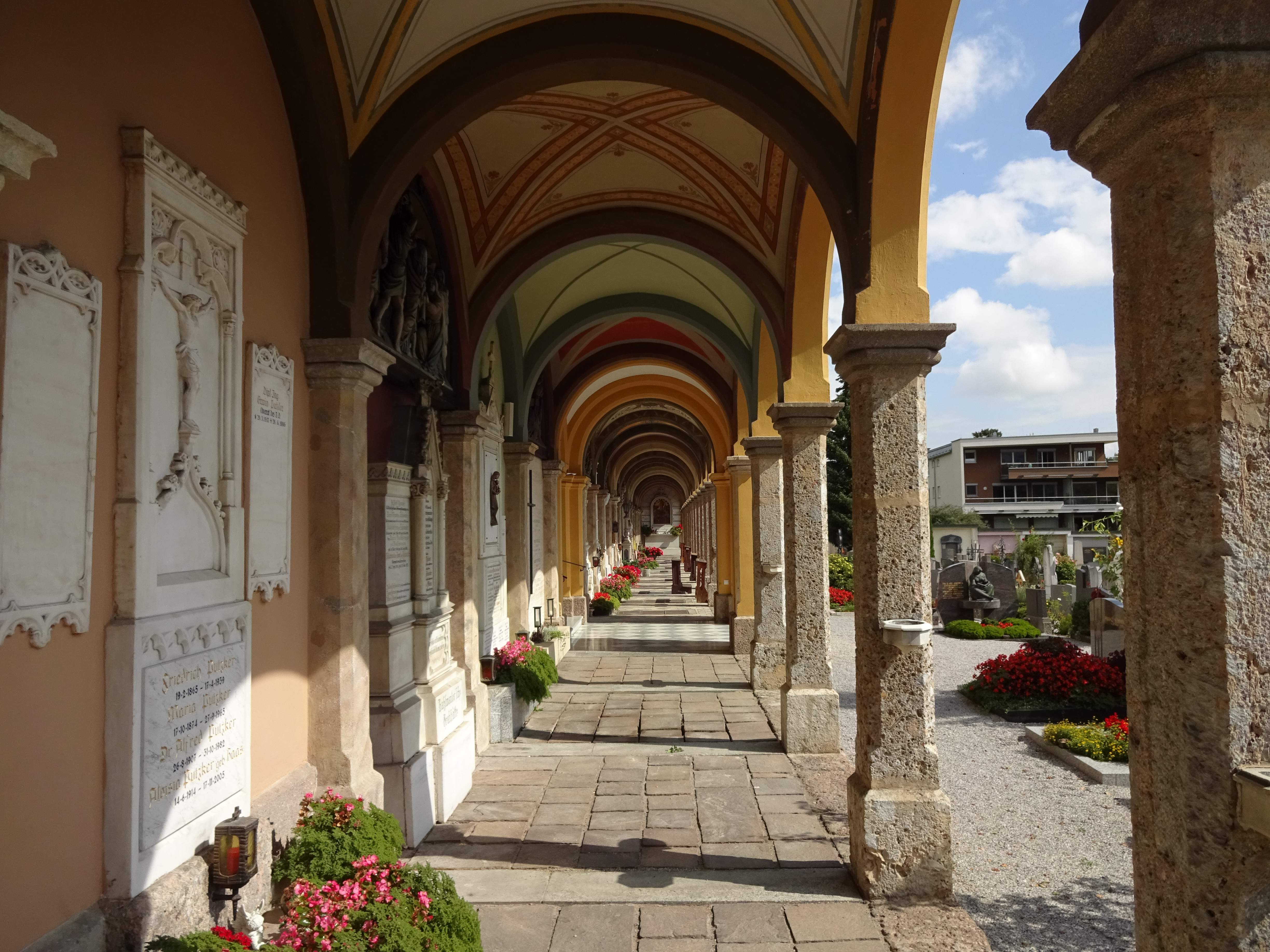
Arkaden

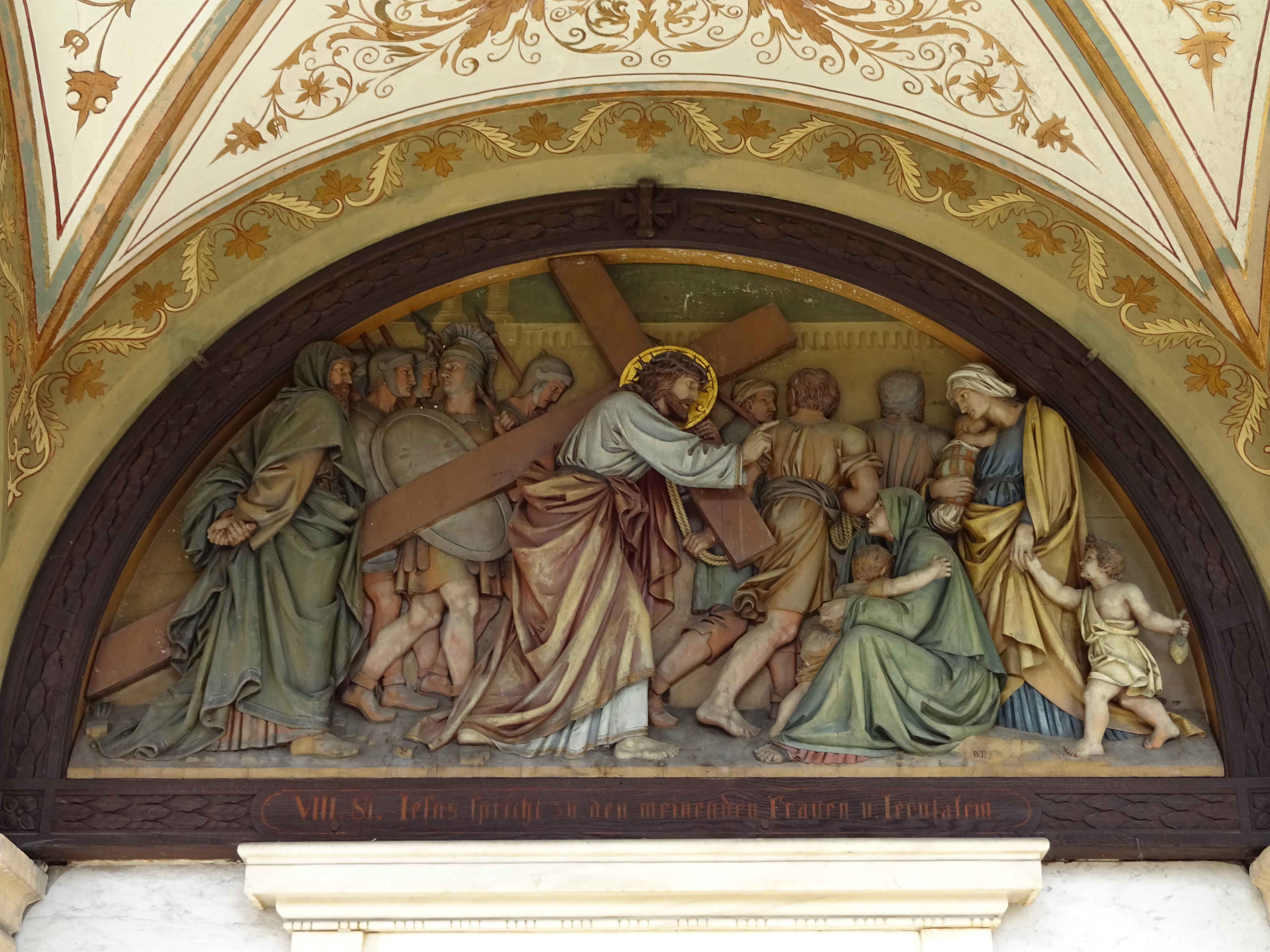
Kreuzwegstation von Dominikus Trenkwalder (VIII. Station)

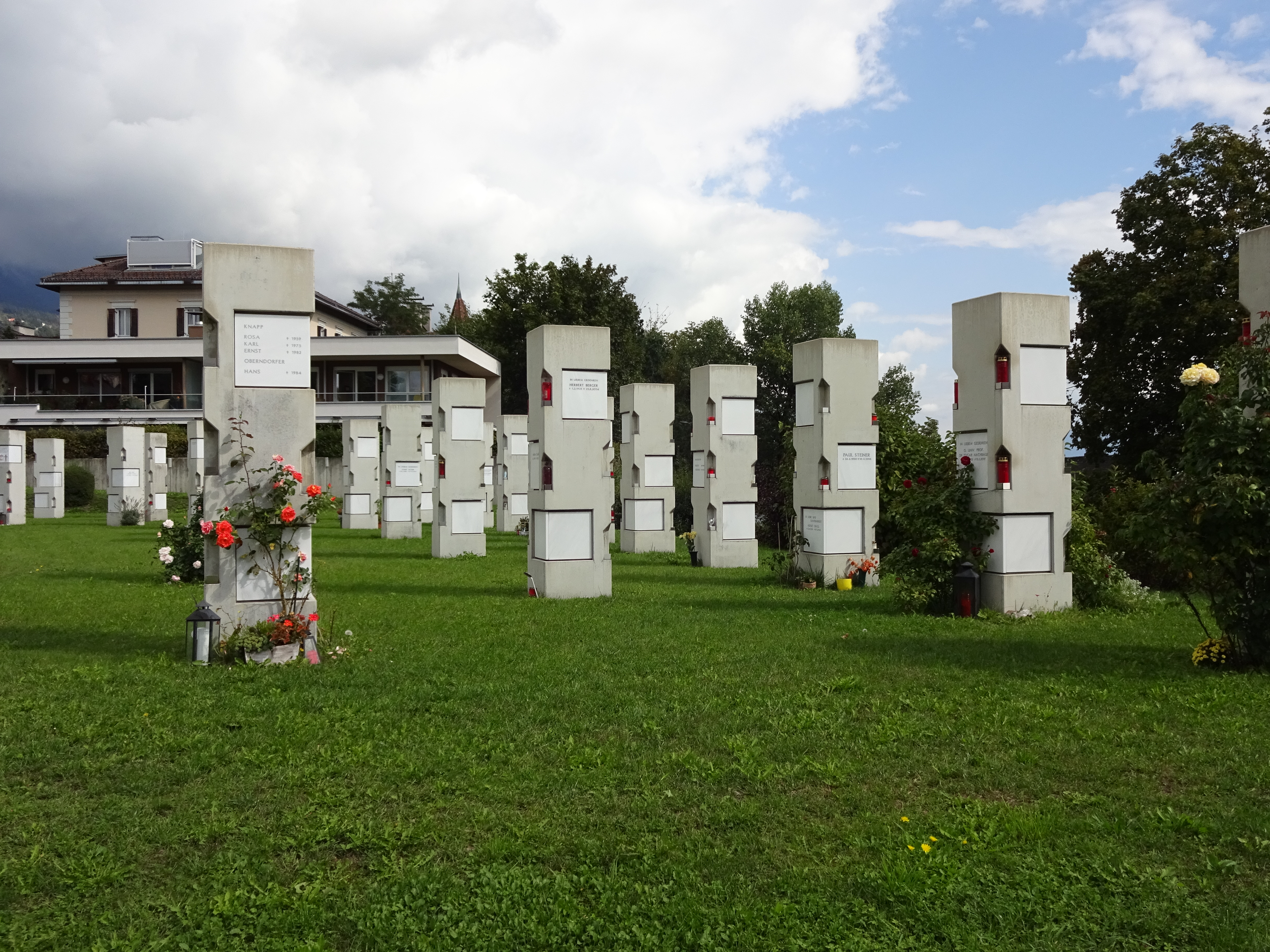
Urnenhaim

Der Tiroler Landesfriedhof Mariahilf, auch Landschaftlicher Friedhof Mariahilf, ist ein Friedhof im Innsbrucker Stadtteil Hötting. Neben der Funktion als Landesfriedhof dient er auch als Friedhof für die Pfarre Mariahilf. Die von 1881 bis 1883 errichtete Anlage mit Friedhofskapelle steht unter Denkmalschutz (Listeneintrag).

## Geschichte
Im Zuge der josefinischen Reformen fürchteten die Tiroler Landstände um den Fortbestand der 1647 von ihnen gestifteten Mariahilfkirche. Daher wurde das bisherige beneficium simplex in ein beneficium curatum umgewandelt, wofür die Errichtung eines eigenen Friedhofs nötig wurde. Dieser wurde 1785 oberhalb der Kirche, an Stelle der heutigen Volksschule Mariahilf, angelegt. Aufgrund der ungünstigen Bodenbeschaffenheit tauchten ab 1840 Pläne zur Verlegung des Friedhofs auf, dennoch wurde er noch vergrößert. 1881 ordnete die k.k. Statthalterei, einem Beschluss des Landessanitätsrates folgend, die Schließung des Friedhofs und die Anlage eines neuen in den Höttinger Feldern an. Daher erwarb der Landtag um 8866,66 Gulden die benötigten Grundstücke und ließ den Friedhof an die heutige Stelle weiter oben am Hang verlegen. Am 1. Juli 1883 wurde der Friedhof geweiht, die Arkaden und die Friedhofskapelle folgten 1891. 2009 wurde der Friedhof durch die Anlage einer Urnengräberanlage nach Plänen der Architekten Markus Illmer und Günther Tautschnig um etwa dieselbe Größe nach Süden erweitert.

## Anlage
Die symmetrische Anlage im Stil der Neorenaissance steigt nach Norden an und wird auf drei Seiten von einer Mauer, im Norden von den Arkaden begrenzt. Die Hauptwege in den Mittelachsen teilen die Anlage in vier Gräberfelder, im Schnittpunkt befindet sich ein Brunnen. Auf der Südseite in der Mittelachse verbindet das ursprüngliche Eingangsportal den alten mit dem neuen Friedhofsteil.
In der Mitte der Arkaden, in der zentralen Achse des Friedhofs, liegt die 1891 geweihte Kapelle, die etwas vortritt und mit einem Dreiecksgiebel und einem Dachreiter bekrönt wird. Im Inneren beherbergt die Kapelle ein barockes Kruzifix. Unter den Arkaden befinden sich vierzehn Kreuzwegstationen. Die Holzreliefs wurden 1891 nach einem Entwurf und unter Anleitung Dominikus Trenkwalders von Josef Einberger ausgeführt.
Südlich an den alten Friedhof schließt der 2009 geweihte Urnenfriedhof an. Die parkartige Anlage besteht aus 50 schlanken, 2,50 m hohen Stelen, die kreisförmig in der Wiese stehen und jeweils drei Fächer für bis zu vier Urnen bieten. Nahe dem alten Friedhofsportal befindet sich eine Anlage mit Brunnen und Sitzgelegenheiten, in der südwestlichen Ecke steht die Bronzeskulptur Die ewige Gewalt von Johann Weinhart. Der Haupteingang mit Betriebsgebäude befindet sich im Süden an der Sonnenstraße.
Mit altem und neuem Teil verfügt der Friedhof über rund 1650 Grabstellen.

## Auf dem Friedhof bestattete Persönlichkeiten

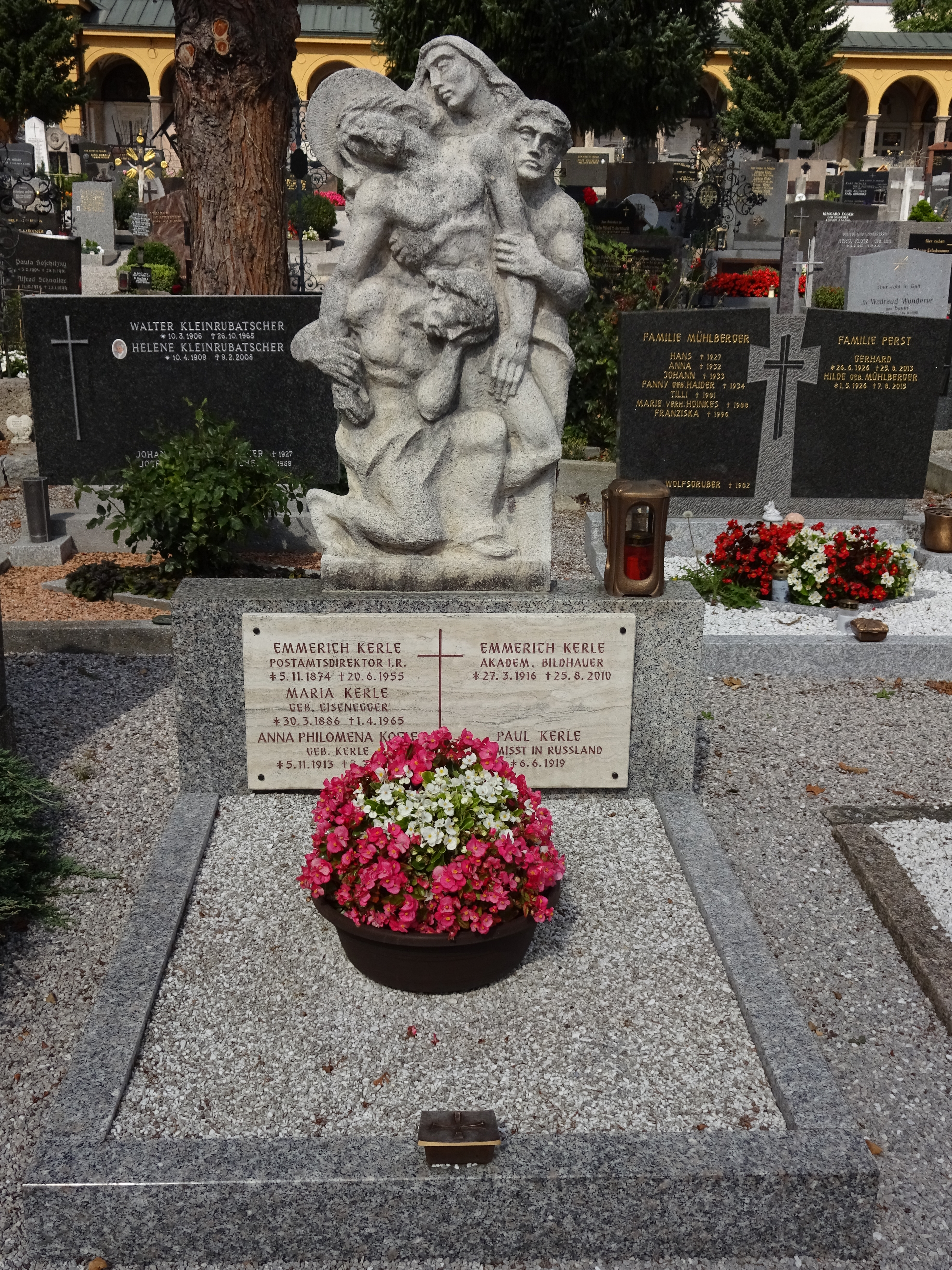
Familiengrab Kerle mit Skulptur von Emmerich Kerle

- Karl Gruber (1909–1995), Politiker, Landeshauptmann von Tirol
- Johann Haßlwanter (1805–1869), Politiker, Landeshauptmann von Tirol
- Emmerich Kerle (1916–2010), Bildhauer
- Egon Krauss (1905–1985), Organologe, Maschinenbauingenieur und Bergführer
- Eduard Reut-Nicolussi (1888–1958), Jurist und Politiker[5]
- Franz Santifaller (1894–1953), Bildhauer